# Breznica (Névna)
Breznica (horvátul: Breznica Đakovačka) falu Horvátországban, Eszék-Baranya megyében. Közigazgatásilag Névnához tartozik.

## Fekvése
Eszéktől légvonalban 47, közúton 66 km-re délnyugatra, Diakovártól légvonalban 19, közúton 26 km-re nyugatra, községközpontjától 2 km-re északnyugatra, Szlavónia középső részén, a Dilj-hegység északkeleti lejtőin, a Breznica-patak völgyében fekszik.

## Története
A település már a középkorban is létezett. 1422-ben „Bresnychavelge in districtu Werhewna” alakban említik először. Névna várának tartozéka volt. 1536-ban szállta meg a török, melynek uralma idején Boszniából pravoszláv vlachok települtek ide. A török kiűzése után 21 lakott ház maradt a településen. A 18. században a lakosság számának lassú növekedése indult meg. A népesedés meggyorsítására a század közepén akkori birtokosa Ćolnić diakovári püspök Boszniából újabb pravoszláv családokat telepített le. Ennek ellenére 1758-ban sem számláltak több házat itt, mivel közben a régebbi családokból több kihalt.
Az első katonai felmérés térképén „Bresnicza” néven található. Lipszky János 1808-ban Budán kiadott repertóriumában „Breznicza” néven szerepel. Nagy Lajos 1829-ben kiadott művében „Breznicza” néven 59 házzal, 326 ortodox vallású lakossal találjuk. A 19. század elejére a népesség csak kissé emelkedett. A század végén a Monarchia más területeiről cseh, horvát, német és magyar lakosság települt be.
A településnek 1857-ben 125, 1910-ben 292 lakosa volt. Verőce vármegye Diakovári járásának része volt. Az 1910-es népszámlálás adatai szerint lakosságának 39%-a szerb, 25%-a cseh, 22%-a horvát, 9%-a magyar, 4%-a német anyanyelvű volt. Az első világháború után 1918-ban az új szerb-horvát-szlovén állam, majd később (1929-ben) Jugoszlávia része lett. 1991-től a független Horvátországhoz tartozik. 1991-ben lakosságának 82%-a horvát, 13%-a szerb nemzetiségű volt. 2011-ben a falunak 345 lakosa volt.

## Lakossága
| Lakosság változása | Lakosság változása | Lakosság változása | Lakosság változása | Lakosság változása | Lakosság változása | Lakosság változása | Lakosság változása | Lakosság változása | Lakosság változása | Lakosság változása | Lakosság változása | Lakosság változása | Lakosság változása | Lakosság változása | Lakosság változása |
| ------------------ | ------------------ | ------------------ | ------------------ | ------------------ | ------------------ | ------------------ | ------------------ | ------------------ | ------------------ | ------------------ | ------------------ | ------------------ | ------------------ | ------------------ | ------------------ |
| 1857               | 1869               | 1880               | 1890               | 1900               | 1910               | 1921               | 1931               | 1948               | 1953               | 1961               | 1971               | 1981               | 1991               | 2001               | 2011               |
| 125                | 154                | 113                | 135                | 166                | 292                | 312                | 347                | 325                | 326                | 294                | 252                | 212                | 197                | 243                | 345                |

## Nevezetességei
- A falu kénes vizű gyógyforrásairól nevezetes, melyekre a 20. század elején gyógyfürdőt létesítettek. A két kénes forrás hidegvizű, enyhén radioaktív, kalciumban, magnéziumban, hidrokarbonátban gazdag. A források vizével nyitott medencéket töltöttek meg és összesen 150 férőhelyes szállás is rendelkezésre áll a fürdővendégek számára. Tervezik a fürdő gyógy- és rehabilitációs központtá való kiépítését. Ezzel kapcsolatban nemrég kutató fúrásokat végeztek, melyek során 56 fokos melegvizet is találtak.
- Szent Rókus tiszteletére szentelt római katolikus temploma.
- Szent Mihály arkangyal tiszteletére szentelt pravoszláv temploma.

## Oktatás
A településen a névnai „Silvije Strahimir Kranjčević” általános iskola területi iskolája működik.